# A Great Big Sled
A Great Big Sled è un singolo della rock band The Killers, pubblicato il 5 dicembre 2006.

## Classifiche
La canzone è entrata nella classifica dei singoli britannica nella settimana del 18 dicembre 2006 alla posizione numero 11. La canzone è entrata nella classifica Billboard Hot 100 alla posizione 54.

## Tracce

### CD: Island / ISLR 16690-2
1. "A Great Big Sled" - 4:29